# Matthias Gastgeb
Matthias Gastgeb (* 7. September 1985 in Wien) ist ein österreichischer Jiu Jitsuka.

## Karriere
Der Sohn des Diplom-Sportlehrers Friedrich Gastgeb begann im Alter von sechs Jahren mit dem Jiu-Jitsu-Sport. 2001 wurde er in das Nationalteam des Jiu-Jitsu-Verbandes Österreich aufgenommen. 2002 konnte er beim „Bavarian Open - Germany“ einen ersten Platz erreichen. Zwei Jahre später 2004 erkämpfte er den dritten Platz im Europacup. Im nächsten Jahr musste er aufgrund einer Schulterverletzung pausieren.
Bei der Weltmeisterschaft 2008 erkämpfte er mit einer gebrochenen Mittelhand den 7. Platz. 2009 gewann er den Finalkampf der Jiu-Jitsu-Europameisterschaften in Podgorica in Montenegro in der Herrenklasse bis 85 kg gegen den Belgier Willy Dupont mit „Full-Ippon“ den Titel.
Bei den World Games 2009 in Kaohsiung, Taiwan gewann er im kleinen Finale den Kampf gegen den Niederländer Gertjan Hofland und erkämpfte sich die Bronzemedaille.

## Erfolge

### National
- 12-facher Staatsmeister (2005[2], 2006[4], 2007[5], 2008[6], 2009 (2)[7], 2010 (2)[8])

### International
- 2001: Slowenien Open  Jun.  -69 kg    3. Platz
- 2002: Bavarian Open   Jun. -77 kg   1. Platz
- 2003: Slowenien Open  Jun. -85 kg   1. Platz
- 2004:
  - Europacup         KK -77 kg
  - 3. Platz und Slowenien Open  KK -77kg   9. Platz
- 2005: Weltmeisterschaft  U21 -85 kg  11. Platz
- 2006: Slowenien Open  KK -85 kg   1. Platz
- 2007: Slowenien Open KK -85 kg   1. Platz
- 2008:
  - German Open  KK -85 kg    2. Platz
  - Europacup          KK  -85 kg  17. Platz
  - Weltmeisterschaft KK -85 kg   7. Platz
- 2009:
  - Paris Open         KK -85 kg   7. Platz
  - Suisse Open KK -85kg 1. Platz
  - Europameisterschaft KK -85 kg 1. Platz
  - World Games 2009 KK -85 kg 3. Platz[9]